# Tausend-Buddha-Höhlen von Senmusaimu
Die Tausend-Buddha-Höhlen von Senmusaimu (chinesisch 森木塞姆千佛洞, Pinyin Sēnmùsāimǔ Qiānfó Dòng, englisch Senmusaimu Thousand Buddha Caves), die Höhlentempel von Simsim (bzw. Sim-sim) oder einfach Senmusaimu-Grotten (森木塞姆石窟,  Sēnmùsāimǔ shíkū, englisch Senmusaimu Caves / Senmusaimu Grottoes) im Kreis Kuqa (Kutscha), Xinjiang, China, zählen zu den berühmteren buddhistischen Höhlentempeln an der Seidenstraße. Sie stammen aus der Zeit der Dynastien Wei bis Jin und Sui bis Tang, die meisten Teile der Wandmalereien sind aus der Zeit der Südlichen und Nördlichen Dynastien, die spätesten gehören in die Ära des Königreiches Gaochang (Huihu Gaochang).
Sie liegen ca. 40 km nordöstlich von Kutscha nahe einer hanzeitlichen Signalstation im kleinen Tal von Kirisch-Simsim. Die meisten von ihnen sind verunstaltet und es sind nur noch Reste der einstigen Wandmalereien dort zu sehen.
Das deutsche Forschungsteam unter Albert Grünwedel, Albert von Le Coq, H. Pohrt und Theodor Bartus kam 1906 auf der dritten deutschen Turfan-Expedition (Dezember 1905 – April 1907) hier durch und nahm einige Wandgemälde mit.
Die Stätte wurde 1996 in die Liste der Denkmäler der Volksrepublik China in Xinjiang (4-189) aufgenommen.